# Steevy Chong Hue
Steevy Chong Hue (* 26. Januar 1990 auf Tahiti) ist ein tahitischer Fußballspieler. Der Stürmer spielt seit 2012 wieder bei AS Dragon. Er ist tahitischer Nationalspieler.

## Karriere
Choong Hue spielte zunächst bis 2006 im Juniorclub des AS Samine in Raiatea, danach wechselte er zum AS Tefana in Faa’a. 2008 holte ihn Lionel Charbonnier in die tahitische U-20-Auswahl. Im Folgejahr trat Hue bei drei Spielen der FIFA U-20-Weltmeisterschaft für Tahiti an.
Im Anschluss spielte Chong Hue wieder für den AS Samine. In der Saison 2010/11 lief er für den Verein AS Dragon aus Papeete auf, der in der ersten tahitischen Liga spielt. Danach wechselte der Stürmer für ein Jahr nach Europa zum belgischen Drittligisten FC Bleid. 2012 kehrt er zu AS Dragon zurück. 
2011 nahm er an den XIV. Pazifikspielen 2011 teil, wo Tahiti den dritten Platz erreichte. Chong Hue erzielte dabei drei Treffer gegen Kiribati und zwei gegen die Cookinseln.
Bei der Fußball-Ozeanienmeisterschaft 2012 erzielte Chong Hue zunächst in der ersten Runde gegen Samoa einen Treffer. Im Finale gegen Neukaledonien schoss er das einzige und entscheidende Tor, das Tahiti erstmals den Sieg der Meisterschaft einbrachte. Im Anschluss nahm er auch an der dritten Runde der FIFA WM-Qualifikationsspiele für 2014 teil.